# Долженков Олександр Валерійович
Долженков Олександр Валерійович (нар. 26 квітня 1983) — народний депутат України VII, VIII скликаннь.

## Життєпис
Голосував за Диктаторські закони 16 січня 2014 року.
18 січня 2018 року був одним з 36 депутатів, що голосували проти Закону «Про особливості державної політики із забезпечення державного суверенітету України над тимчасово окупованими територіями в Донецькій та Луганській областях».